# Хувеналь Ольмос
Хувеналь Ольмос (ісп. Juvenal Olmos, нар. 5 жовтня 1962, Сантьяго) — чилійський футболіст, що грав на позиції півзахисника, зокрема за національну збірну Чилі. По завершенні ігрової кар'єри — тренер.

## Клубна кар'єра
У дорослому футболі дебютував 1981 року виступами за команду «Універсідад Католіка», в якій провів чотири сезони, взявши участь у 77 матчах чемпіонату. 
У 1985–1987 роках виступав у Бельгії за «Варегем», після чого повернувся на батьківщину, ставши гравцем «Універсідад Католіка». 
Протягом 1989–1991 років знову виступав за кордоном — у мексиканському «Ірапуато», після чого грав за чилійські «Депортес Антофагаста» та «О'Хіггінс».
Завершував ігрову кар'єру в 1994–1995 роках в «Універсідад Католіка», команді, у складі якої свого часу її розпочинав.

## Виступи за збірні
1984 року захищав кольори олімпійської збірної Чилі. У складі цієї команди провів 4 матчі і був учасником футбольного турніру на Олімпійських іграх 1984 року в Лос-Анджелесі.
1989 року провів 10 матчів у складі національної збірної Чилі, зокрема був учасником тогорічного розіграшу Кубка Америки в Бразилії.

## Кар'єра тренера
Розпочав тренерську кар'єру, повернувшись до футболу після невеликої перерви, 1999 року, очоливши тренерський штаб клубу «Уніон Еспаньйола».
2001 року став головним тренером команди «Універсідад Католіка», яку тренував протягом року.
У 2003–2005 роках очолював тренерський штаб національної збірної Чилі. Зокрема керував її діями на Кубку Америки 2004 року в Перу, де чилійці не подолали перший груповий етап, здобувши одну нічию при двох поразках.
2005 року повернувся до роботи на клубному рівні, очоливши аргентинський «Ньюеллс Олд Бойз».
Згодом у 2007 році тренував на батьківщині «Евертон» (Вінья-дель-Мар), а 2018 року був головним тренером мексиканського «Веракруса».